# Stasera è la tua sera
Stasera è la tua sera è stato un varietà, condotto da Max Giusti, andato in onda, in prima serata su Rai 1.
Il programma era la rielaborazione del format americano della BBC intitolato Tonight's the Night.
Esso, aveva lo scopo di cercare alcuni talenti nascosti, anche fra il pubblico presente in sala, che per una sera si potevano esibire in una performance di ballo o di canto alcuni dei quali accompagnati da personaggi famosi.
Inoltre, anche il conduttore, Max Giusti, si cimentava ogni sera in sfide con un personaggio famoso dove l'identità è a sua insaputa.
In seguito ad un ulteriore calo degli ascolti della terza puntata, era stata decisa la sospensione e relativa chiusura della trasmissione.
| Puntata | Data           | Telespettatori | Share  | Ospiti                                                                                  |
| ------- | -------------- | -------------- | ------ | --------------------------------------------------------------------------------------- |
| 1       | 25 marzo 2010  | 3 987 000      | 16,21% | Mick Hucknall, Elisa, Patty Pravo, Malika Ayane, Giancarlo Fisichella e Raimondo Todaro |
| 2       | 8 aprile 2010  | 4 310 000      | 16,54% | Noemi, Francesco Renga, Loredana Bertè, Katia Ricciarelli e Pietro Taricone             |
| 3       | 15 aprile 2010 | 3 728 000      | 14,27% | Massimo Lopez, Kledi Kadiu, Al Bano, Fausto Leali, Gianluca Grignani e Manuela Arcuri   |